# Tessaglia
La Tessaglia (in greco antico: Θεσσαλία?, Thessalía) è una regione storica dell'antica Grecia. Durante il periodo miceneo, la Tessaglia era conosciuta come Eolia, un nome che continuò ad essere usato per una delle maggiori tribù della Grecia, gli Eoli, e per il loro dialetto greco eolico.

## Geografia
Alla sua massima estensione, l'antica Tessaglia era una vasta area che si estendeva dal monte Olimpo a nord alla valle di Spercheo a sud. Era una regione geograficamente diversificata costituita da ampie pianure centrali circondate da montagne. Le pianure erano delimitate dalla catena del Pindo a ovest, monte Otri a sud, il monte Pelio e il monte Ossa a est. Le pianure centrali erano costituite da due bacini, il bacino del fiume Larissa e quello del Karditsa drenati dal fiume Peneo nella Valle di Tempe. Il Golfo Pagasitikos nel sud-est della Tessaglia era ed è l'unico specchio d'acqua ideale per i porti della regione.
A rigor di termini, la Tessaglia si riferisce principalmente alle pianure centrali abitate dai Tessali nell'antichità. Le pianure erano divise in quattro regioni amministrative chiamate tetradi: Pelasgiotide, Ftiotide, Tessaliotide e Estiotide. Nel suo senso più ampio, la Tessaglia comprendeva anche le regioni circostanti chiamate perioikoi, che erano regioni abitate da diversi gruppi etnici che erano strettamente legati ai Tessali sia come subalterni, dipendenti, o alleati. I perioikoi erano composti da Perrebia, Magnesia, Acaia Ftiotide, Dolopia, Eniania, Malide e Etea. Le tre più grandi città della Tessaglia erano Larissa, Fere (Pelasgiotide), e Farsala (Ftiotide).
Le pianure della Tessaglia erano ideali per la coltivazione di cereali ed erano note nell'antichità per l'allevamento dei cavalli. Il cavallo di Alessandro Magno, Bucefalo, era originario di Farsala. Le regioni montuose circostanti, tuttavia, erano meno adatte all'agricoltura ed erano più ampiamente dedicate alla pastorizia.

## Storia
La Tessaglia fu la patria di ampie culture del neolitico e calcolitico 6000 a.C. - 2500 a.C. (vedi cultura della ceramica cardiale, Dimini e Sesklo). Insediamenti micenei sono stati scoperti anche in Tessaglia al Kastron di Palaia Hill, a Volo, tavolette con iscrizioni in lingua micenea in Lineare B.
Nella mitologia greca, la Tessaglia fu la madre patria di Achille e Giasone, oltre che di creature mitologiche come Centauri, Lapiti, Flegiani e Mirmidoni. Fra le antiche tribù di Tessaglia menzionate da Omero e altri poeti vi erano: Eoli, Magneti, Perrebi e Pelasgi.
I Tessali erano una tribù di Tesproziani, e in origine venivano dalla tesproziana Kichyro. Sotto la guida di capi, che si dice discendessero da Ercole, invasero la parte occidentale del paese successivamente chiamata Tessaglia, e scacciarono o ridussero alla condizione di Penesti, o servi, gli antichi abitanti Eoli. In seguito si diffusero sulle altre parti del paese, prendendo possesso delle zone più fertili e interessanti dei Perrebi, Magneti, Achei Ftioti e altri popoli vicini sottomessi alla loro autorità e costretti a pagar loro dei tributi. Come nella Laconia, la popolazione della Tessaglia era suddivisa in tre classi distinte: 
1. Penesti, la cui condizione era quasi simile a quella degli Iloti.
2. Persone soggette, che abitavano i quartieri non occupati dagli invasori Tessali. Avevano reso omaggio, come si è detto, ma erano liberi, anche se non potevano fare parte del governo. Essi corrispondevano al Perieci della Laconia, con il cui nome vengono chiamati da Senofonte.[3]
3. I Tessali conquistatori, gli unici ad avere la possibilità di accedere alla pubblica amministrazione, e le cui terre erano coltivate dai Penesti.

Per qualche tempo dopo la conquista, la Tessaglia sembra essere stata governata da re della dinastia degli Eraclidi, che potrebbero però essere stati solo i capi delle grandi famiglie aristocratiche, investiti del potere supremo per un certo periodo di tempo. Sotto uno di questi sovrani, di nome Aleva il Rosso, il paese venne diviso in quattro distretti - Ftiotide, Estieotide, Tessaliotide e Pelasgiotide: Questa divisione continuò nel corso della storia della Tessaglia, e si può quindi concludere che non era semplicemente nominale. Ogni distretto poteva regolare i suoi affari tramite una sorta di consiglio provinciale, ma siamo quasi completamente al buio per quanto riguarda il governo interno di ciascun distretto.
Quando l'occasione lo richiedeva, veniva eletto un magistrato con il nome di Tago, i cui comandi venivano rispettati da tutti e quattro i distretti. Egli era talvolta chiamato re (basileus) e qualche volta arconte. Riceveva soldati dagli Stati di ogni distretto, e sembra avesse fissato l'importo dei tributi da pagare dagli alleati. Quando fu Tago, Giasone di Fere, giunse ad avere un esercito di 8 000 cavalieri e non meno di 20 000 opliti, e lo stesso Giasone disse che quando la Tessaglia era sotto un Tago, aveva un esercito di 6 000 cavalieri e 10 000 opliti. I tributi che Giasone riscuoteva dalle città soggette erano gli stessi precedentemente pagati da uno della famiglia Scopadi, che Buttmann suppone essere lo stesso Scopa menzionato da Eliano un contemporaneo di Ciro il Giovane. Quando la Tessaglia non era unita sotto il governo di un Tago, i comuni soggetti possedevano una maggiore indipendenza. In tempi più recenti, alcuni stati chiamarono i loro magistrati ordinari tagoi, che potrebbe essere però, come suggerisce Hermann, solo un'affettazione.
Tuttavia, la Tessaglia non era quasi mai unita sotto un unico governo. Le diverse città amministravano i propri affari in modo indipendente l'una dall'altra, anche se le città più piccole sembravano essere spesso "state sotto l'influenza di quelle più importanti". Quasi in tutte le città, la forma di governo era aristocratica (regola dinastica piuttosto che isonomia) ed erano principalmente nelle mani di poche grandi famiglie, che discendevano da antichi re. Così Larissa fu soggetta agli Alevadi, da cui Erodoto li chiama re di Tessaglia; da Cranon o Crannoni agli Scopadi e da Farsalo ai Creondi questi signori avevano vaste proprietà coltivate dai Penesti, erano celebrati per la loro ospitalità e vivevano in modo principesco ospitale, magnifico, il modo di vivere dei Tessali e le loro corti attraevano molti dei poeti e artisti della Grecia meridionale. Tuttavia, la comunità della Tessaglia non si adeguò tranquillamente alla regola esclusiva dei nobili. Attriti tra le due classi sembrano essere sorti presto, e la congettura di Connop Thirlwall, che l'elezione di un Tago, come quella di un dittatore romano, era talvolta usata come un espediente per limitare il potere dei nobili, appare molto probabile. A Larissa, gli Alevadi fecero alcune concessioni al partito popolare. Aristotele dice, anche se non sappiamo a che periodo si riferisca, di alcuni magistrati a Larissa, che portavano il nome di Politophylakes e esercitavano una sovrintendenza sull'ammissione degli uomini liberi; venivano eletti al di fuori del gruppo di persone condotte in tribunale in quanto avevano operato in maniera sfavorevole agli interessi dell'aristocrazia. C'erano anche altri magistrati a Larissa, chiamati Larissopoioi. Oltre alle lotte tra i partiti oligarchici e democratici, c'erano faide tra gli oligarchi stessi; e tale era lo stato dei partiti a Larissa sotto il governo degli Alevadi, due generazioni prima delle guerre persiane, che un magistrato veniva scelto di comune accordo, forse dalla comunanza, per mediare tra le parti (archon mesidios). A Farsala verso la fine della guerra del Peloponneso, lo Stato era lacerato da lotte intestine e, per il bene della quiete e della sicurezza, i cittadini affidarono l'acropoli e l'intera direzione del governo a Polidamante di Farsalo, che riscosse la fiducia con l'integrità rigorosa.
Nell'estate del 480 a.C., i persiani invasero la Tessaglia. L'esercito greco che sorvegliava la Valle di Tempe, evacuò la strada prima che il nemico arrivasse. Non molto tempo dopo, la Tessaglia si arrese. La famiglia tessala degli Alevadi si unì ai Persiani.
Tuttavia, il potere delle famiglie aristocratiche sembrò continuare, scemando un poco, fino alla fine della guerra del Peloponneso, quando iniziarono ad apparire i movimenti decisamente democratici. In questo momento, gli Alevadi e gli Scopadi avevano perso gran parte della loro antica influenza. Fere e Farsala divennero poi i due stati principali in Tessaglia. A Fere, una tirannia, probabilmente derivante da una democrazia, venne istituita con Licofrone, che si opponeva alle grandi famiglie aristocratiche con lo scopo di istituire una signoria su tutta la Tessaglia. Quest'ultimo progetto fu realizzato dal Tago Giasone di Fere, il successore, e probabilmente il figlio, di Licofrone, che stabilì un'alleanza con Polidamante di Farsala e venne eletto nel 374 a.C. circa. Durante la sua guida, tutta la Tessaglia fu unita in un unico potere politico, ma, dopo il suo assassinio nel 370 a.C., la sua famiglia venne smembrata da discordie intestine e non mantenne il dominio a lungo. L'ufficio di Tago divenne una tirannia sotto i suoi successori, Polidoro, Polifrone, Alessandro, Tisifono e Licofrone; fino a quando, finalmente, le vecchie famiglie aristocratiche chiesero l'assistenza di Filippo II di Macedonia, che privò Licofrone del suo potere nel 353 a.C., e restaurò il governo antico nelle diverse città. A Fere, si dice che abbia ripristinato un governo popolare, o almeno repubblicano. Il popolo della Tessaglia elesse Filippo 'arconte' Tago della lega tessala a vita; pochi anni dopo (344 a.C.), egli ristabilì le tetrarchie (o tetradarchie), con l'installazione di governatori favorevoli ai suoi interessi e che erano probabilmente guidati da membri delle antiche famiglie nobili. La cavalleria tessala divenne parte dell'esercito macedone e molti tessali presero parte alle campagne di Alessandro Magno. Alla fine della prima guerra macedone, 197 a.C., sotto Tito Quinzio Flaminino, la Tessaglia venne dichiarata libera assieme all'Orestide; ma successivamente venne incorporata nella provincia romana di Macedonia con l'Epirus vetus.

## Antica monetazione della Tessaglia

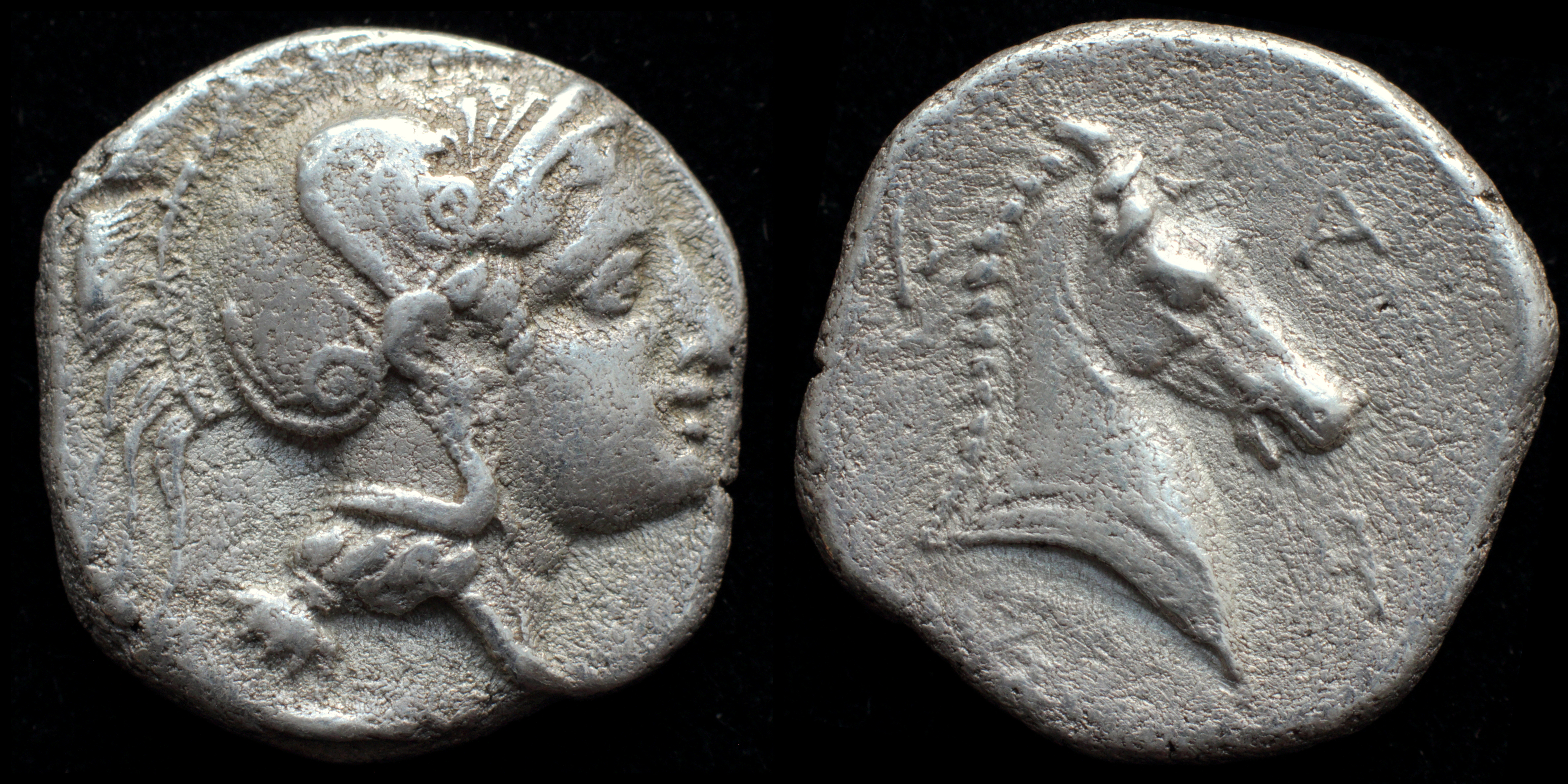
Emidracma d'argento di Farsala del 450–400 a.C.
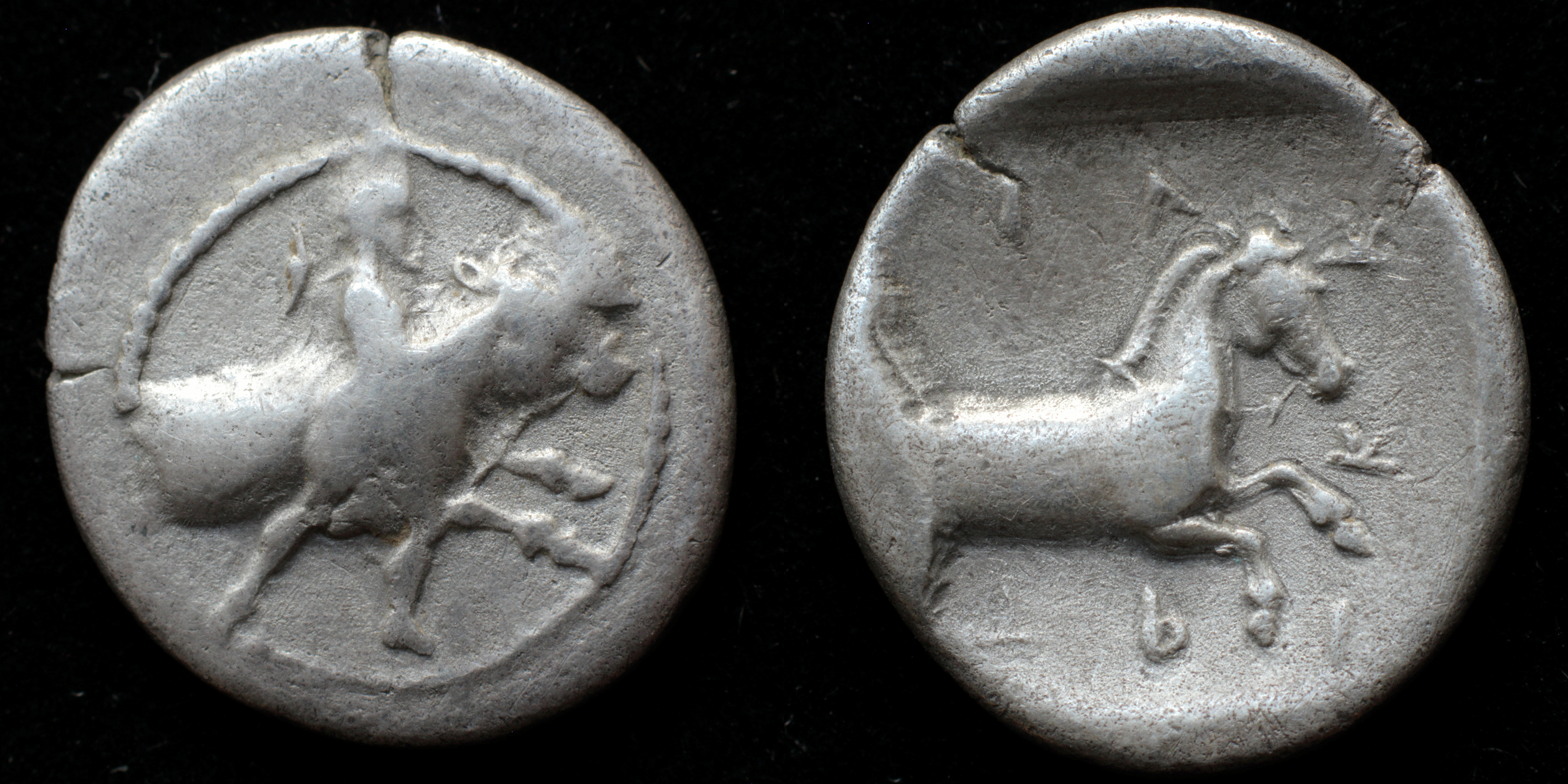
Emidracma d'argento di Trikka del 440–400 a.C.
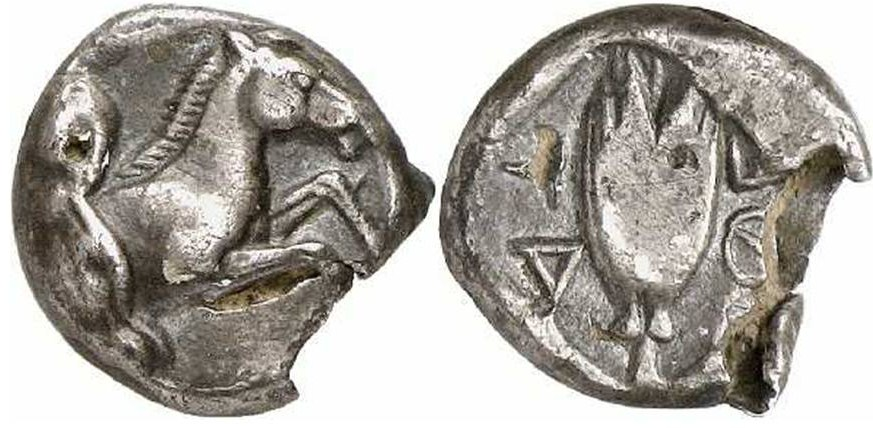
Emidracma d'argento della lega tessala del 470–460 a.C.
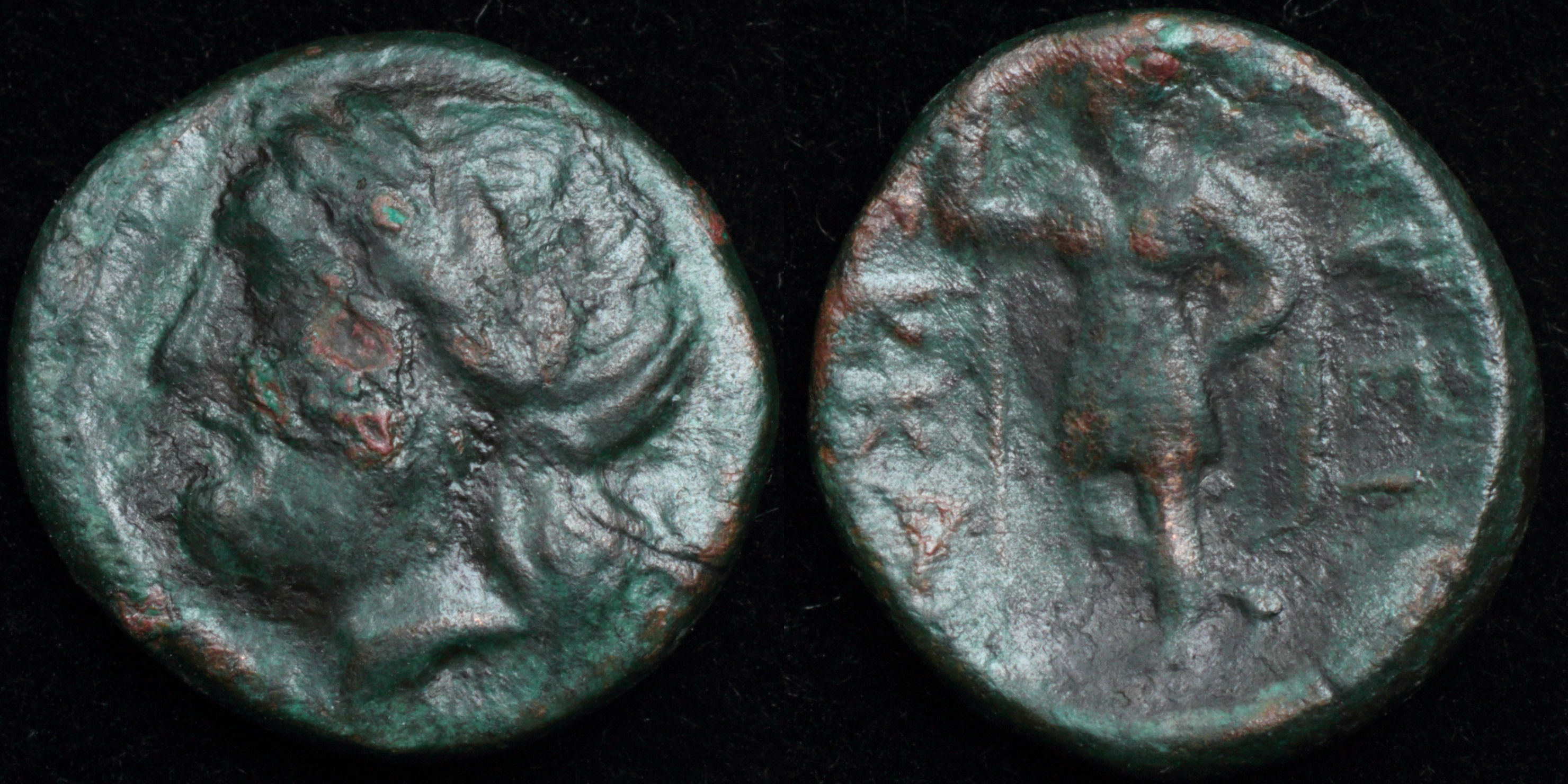
Moneta di bronzo di Ekkarra del 325–320 a.C.
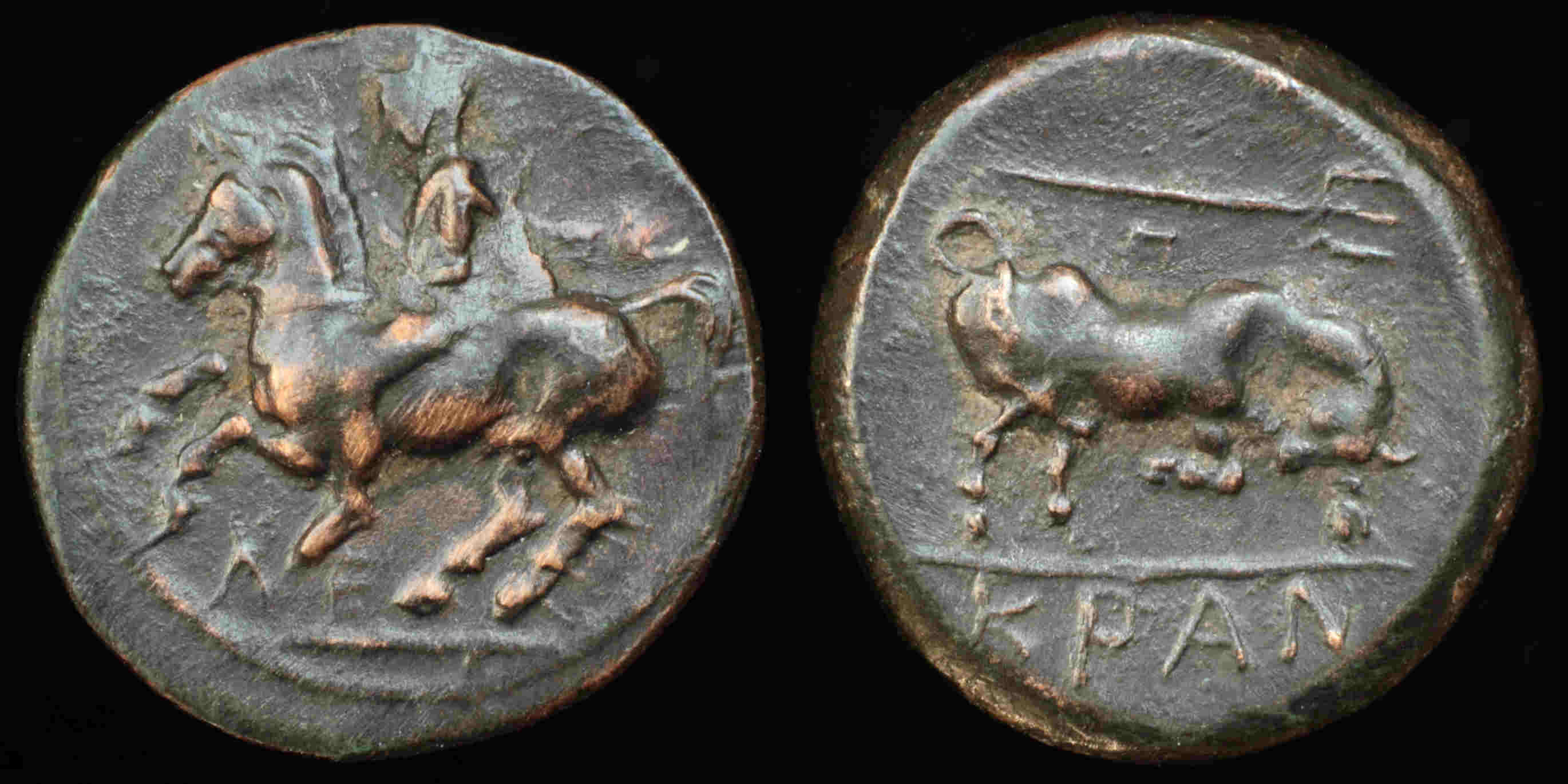
Moneta di bronzo di Crannone del 400–344 a.C.
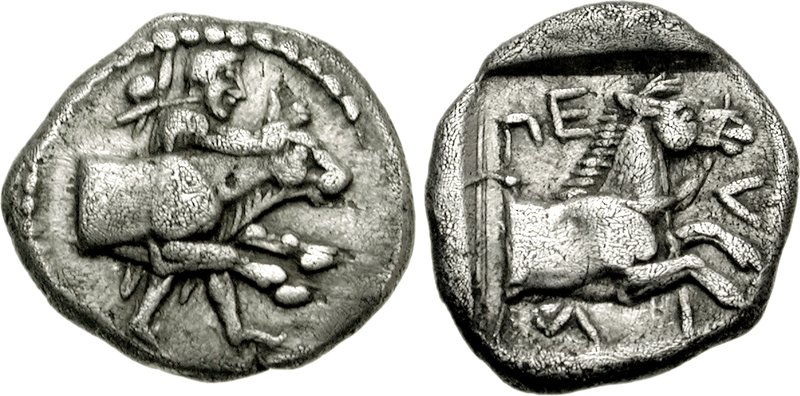
Emidracma di Pelinna del 460–420 a.C.

## Antiche poleis
- Acarra
- Amiro
- Angeia
- Antron
- Argitea
- Azoro
- Bebe
- Castanea
- Cicineto
- Cierio
- Cifera
- Cifo